# 市谷左内町
市谷左内町（いちがやさないちょう）は、東京都新宿区の町名。「丁目」の設定のない単独町名である。住居表示未実施。

## 地理
新宿区東部に位置する。町域北部は納戸町・市谷鷹匠町・市谷長延寺町・市谷砂土原町一丁目にそれぞれ接する。東部は市谷田町一丁目に接する。南部は市谷八幡町・市谷本村町にそれぞれ接する。西部は市谷加賀町に接する。市谷左内町は市ケ谷駅の西側の一角にあたる。町域の西南に左内坂という坂があり、この左内坂に面する市谷本村町地内の防衛省の裏門は、「左内門」と呼ばれる。

### 地価
住宅地の地価は、2025年（令和7年）1月1日の公示地価によれば、市谷左内町22番の地点で139万円/m2となっている。

## 歴史
1990年代半ばに差し掛かる頃より業務の拡充を図る大日本印刷の関連施設が増加していった。

### 地名の由来
地名は、この地を開いた名主・島田左内に由来する。

## 世帯数と人口
2025年（令和7年）3月1日現在（新宿区発表）の世帯数と人口は以下の通りである。
- 世帯数 : 274世帯
- 人口 : 488人

### 人口の変遷
国勢調査による人口の推移。
| 年                 | 人口 |
| ------------------ | ---- |
| 1995年（平成7年）  | 377  |
| 2000年（平成12年） | 449  |
| 2005年（平成17年） | 472  |
| 2010年（平成22年） | 466  |
| 2015年（平成27年） | 481  |
| 2020年（令和2年）  | 426  |

### 世帯数の変遷
国勢調査による世帯数の推移。
| 年                 | 世帯数 |
| ------------------ | ------ |
| 1995年（平成7年）  | 166    |
| 2000年（平成12年） | 203    |
| 2005年（平成17年） | 243    |
| 2010年（平成22年） | 241    |
| 2015年（平成27年） | 255    |
| 2020年（令和2年）  | 227    |

## 学区
区立小・中学校に通う場合、学区は以下の通りとなる（2018年8月時点）。
- 区域 : 全域
  - 小学校 : 新宿区立愛日小学校
  - 中学校 : 新宿区立牛込第三中学校

## 交通
東京メトロ南北線市ケ谷駅が地下に設置されているが町域内に利用可能な出入口は設置されていない。

## 事業所
2021年（令和3年）現在の経済センサス調査による事業所数と従業員数は以下の通りである。
- 事業所数 : 49事業所
- 従業員数 : 795人

### 事業者数の変遷
経済センサスによる事業所数の推移。
| 年                 | 事業者数 |
| ------------------ | -------- |
| 2016年（平成28年） | 43       |
| 2021年（令和3年）  | 49       |

### 従業員数の変遷
経済センサスによる従業員数の推移。
| 年                 | 従業員数 |
| ------------------ | -------- |
| 2016年（平成28年） | 601      |
| 2021年（令和3年）  | 795      |

## 施設
- 江上料理学院 - 江上トミが1955年（昭和30年）に開いた料理学校。
- 大日本印刷C&Iビル
- 遊技会館
- 正派邦楽会館
- 長泰寺 - 曹洞宗の仏教寺院。

## その他

### 日本郵便
- 郵便番号 : 162-0846[3]（集配局 : 牛込郵便局[16]）。